# Asmatullah
Asmatullah (falleció el 4 de junio de 2024) fue un político pakistaní que fue miembro de la Asamblea Nacional de Pakistán desde 2008 hasta 2013 y desde 2018 hasta 2023.

## Vida y carrera
Asmatullah fue elegido para la Asamblea Nacional de Pakistán por la Circunscripción NA-264 (Zhob-cum-Sherani-cum-Killa Saifullah) como candidato independiente en las Elecciones generales de Pakistán de 2008. Recibió 24,204 votos y derrotó a Muhammad Khan Sherani.
Asmatullah se postuló para el escaño de la Asamblea Nacional por la Circunscripción NA-264 (Zhob-cum-Sherani-cum-Killa Saifullah) como candidato de Jamiat Ulama-e-Islam Nazryati en las Elecciones generales de Pakistán de 2013, pero no tuvo éxito. Recibió 27,514 votos y perdió el escaño ante Muhammad Khan Sherani.
Asmatullah fue reelegido a la Asamblea Nacional como candidato de Muttahida Majlis-e-Amal por la Circunscripción NA-264 (Quetta-I) en las Elecciones generales de Pakistán de 2018.
Asmatullah murió el 4 de junio de 2024.